# Ostřice oddálená
Ostřice oddálená (Carex distans) je druh jednoděložné rostliny z čeledi šáchorovité (Cyperaceae).

## Popis
Jedná se o rostlinu dosahující výšky nejčastěji 20–80, Je vytrvalá, trsnatá, s krátkým oddenkem, bez výběžků. Listy jsou střídavé, přisedlé, s listovými pochvami. Lodyha je trojhranná, hladká, asi 2x delší než listy, čepele jsou asi 2–6 mm široké, oboustranně zelené. Bazální pochvy jsou nejčastěji červenohnědé, nerozpadavé, bezčepelné. Ostřice oddálená patří mezi různoklasé ostřice, nahoře jsou klásky čistě samčí, dole čistě samičí. Samčí vrcholový klásek bývá jen jeden, zřídka 2, samičích nejčastěji 2–3, zřídka 4. Samičí klásky jsou asi 1–3 cm dlouhé kromě horního stopkaté (dolní na cca 40 mm dlouhé). Dolní listen má pochvu a je kratší než květenství. Okvětí chybí. V samčích květech jsou zpravidla 3 tyčinky. Blizny jsou většinou 3. Plodem je mošnička, která je asi 4–5 mm dlouhá, zelenohnědá, nelesklá, vynikle žilnatá, zakončená krátkým dvouzubým zobánkem. Zobánek je na vnitřní straně zubů drsný. Každá mošnička je podepřená plevou, která hnědá s úzkým blanitým lemem, na vrcholu plevy často třásnitým a zeleným drsným středním žebrem. V ČR kvete nejčastěji v květnu až v červnu. Počet chromozómů: 2n=69–74.

## Rozšíření ve světě
Ostřice oddálená roste ve velké části Evropy, na sever po Velkou Británii a severní Skandinávii, na východ po evropské Rusko. Dále roste v severní Africe a v Asii ostrůvkovitě na východ až po Írán. Byla zavlečena i do Severní Ameriky, ale je tam známa jen ze 2 historických lokalit

## Rozšíření v Česku
V ČR roste roztroušeně od nížin po pahorkatiny, je to silně ohrožený druh flóry ČR, kategorie C2. Najdeme ji na zasolených loukách a prameništích, hlavně na minerálně bohatých.